# Wahyt Orazsähedow
Wahyt Sähetmyradowiç Orazsähedow (* 26. Januar 1992 in Babarap; auch Vahyt Orazsahedov) ist ein turkmenischer Fußballspieler.

## Karriere
Orazsähedow begann mit dem Vereinsfußball in der Nachwuchsabteilung von Köpetdag Aşgabat. Seine Profikarriere begann er bei Rubin Kasan. Hier kam er über eine Reservistenrolle nicht hinaus und wurde an die Vereine Neftechimik Nischnekamsk und FC Dacia Chișinău ausgeliehen.
Zur Saison 2014/15 wechselte er in die türkische TFF 1. Lig zum westtürkischen Vertreter Osmanlıspor FK. Da er turkmenischer Staatsbürger ist, wird er hier unter einem einheimischen Status spielen und somit keinen regulären Ausländerplatz belegen.